# Luftangriff auf Granollers
Gijón –
Oviedo –
Alcázar von Toledo –
Mérida –
Badajoz –
Guipúzcoa –
Mallorca –
Sierra Guadalupe –
Talavera de la Reina –
Madrid –
Straße nach Coruña –
Málaga –
Jarama –
Guadalajara –
Krieg im Norden (Durango, Guernica, Santander) –
Brunete –
Belchite –
Teruel –
Cabo de Palos –
Aragon –
Ebro –
Katalonien
Der Luftangriff auf Granollers am 31. März 1938 durch Kampfflugzeuge der italienischen Aviazione Legionaria war eine militärische Operation gegen die katalanische Stadt Granollers während des spanischen Bürgerkrieges. Er gilt mit mindestens 224 Toten und hunderten Verletzten als einer der brutalsten Luftangriffe, die während des Bürgerkrieges gegen katalanische Städte durchgeführt wurden. Granollers gehörte zu dieser Zeit der Spanischen Republik an, die gegen die nationalistischen Rebellen General Francos sowie dessen Unterstützer, das faschistische Italien und das nationalsozialistische Deutschland kämpfte.

## Verlauf des Angriffs
Die katalanische Kleinstadt Granollers zählte 1936 insgesamt 14.053 Einwohner. Während der ersten zwei Jahre des Spanischen Bürgerkrieges blieb Granollers von Luftangriffen verschont, weshalb die Stadtbewohner am Tag des Angriffs ihrem normalen Alltag nachgingen. Am 31. März 1938 wurde Granollers dann um 09:05 Uhr von fünf SM.79-Kampfflugzeugen der italienischen Luftwaffe angegriffen. Während des nur eine Minute dauernden Angriffs warfen die italienischen Flugzeuge insgesamt vierzig 100-Kilogramm-Bomben, zehn 20-Kilogramm-Bomben und zehn 15-Kilogramm-Bomben auf die Stadt ab. Als theoretisches strategisches Ziel des Angriffs wurde das örtliche Kraftwerk angegeben, dieses blieb jedoch von den Bombardierungen unberührt.

## Opferzahlen
Die ersten Opferangaben zum Luftangriff auf Granollers wurden mit über 100 Toten und 450 Verletzten angegeben, darunter vor allem Frauen und Kinder. Diesen Opferzahlen folgte auch der britische Historiker Hugh Thomas (zuletzt 2012). Jedoch gab die Stadt schon wenige Tage später die deutlich höhere Zahl von 205 Toten an. Neuere Forschungsarbeiten der spanischen Historiographie, welche in ihren Angaben auch diejenigen Menschen berücksichtigen, die zwischen Juni und Oktober 1938 ihren Verletzungen erlegen sind, kommen auf eine Gesamtopferzahl von „mindestens 224“ Toten. Mit der Ausnahme von zwei bis drei Soldaten, waren ausschließlich Zivilisten unter den Opfern.

## Verantwortung für den Luftangriff
Die angreifenden Flugzeuge wurden von den republikanisch-spanischen Stellen zunächst irrtümlich für Maschinen der deutschen Luftwaffe (Legion Condor) gehalten. Jedoch haben Forschungen der spanischen Geschichtswissenschaft mittlerweile nachgewiesen, dass der Luftangriff auf Granollers ausschließlich von Fliegern der italienischen Aviazione Legionaria durchgeführt wurde.